# واكلينها والعة (سبع صنايع)
واكلينها والعة مسلسل كوميدي مصري أنتج عام 2018. من إخراج تغريد العصفوري.

## القصة
يتناول المسلسل قضية اجتماعية في إطار كوميدي من خلال ثلاث عائلات يعيشن في عمارة واحدة، إحدى العائلات تتكون من زوج وزوجته تحدث بينهما خلافات دائما فيستعينا بإنسان آلي يساعدهما في أعمال المنزل.

## معلومات عن المسلسل
- ينتمي مسلسل «واكلينها والعة» إلى فئة الأعمال الطويلة حيث تقع أحداثه في 60 حلقة، ويقوم على الحلقات المنفصلة المتصلة يقدم 30 حكاية مختلفة كل حكاية تقع في حلقتين.
- كان من المقرر عرض المسلسل قبل موسم رمضان الماضي نظرًا لكونه لا يناسب دراما رمضان، إذ تقع أحداثه في (60) حلقة، ولكن لم ينته أسرة «واكلينها والعة» بقيادة المخرجة تغريد العصفوري من التصوير، لذا تم تأجيل عرضه إلى ما بعد رمضان، وأعلن مؤخرًا بطله الفنان شريف رمزي أنه سيعرض قريبًا على أكثر من قناة فضائية.
- تدور أحداث المسلسل داخل عمارة بمنطقة الشيخ زايد، داخلها 3 شقق، الشقة الأولى يعيش فيها الفنان شريف رمزي -يجسد دور مذيع فاشل- وزوجته مي سليم -تجسد دور (سارة) وهي فاشونستا- وسيدة متسلطة ومتحكمة في كل شيء داخل المنزل، الشقة الثانية يعيش داخلها الفنانة إنجي وجدان وياسر الطوبجي، زوجها، وهي نموذج للسيدة المصرية التي تتحول إلى شخص آخر عقب وضعها لأول طفل وتصبح عصبية لدرجة كبيرة، الشقة الثالثة يعيش فيها الفنان محمد متولى وعارفة عبد الرسول، ويجسد دور بواب العمارة -الفنان خالد عليش-.
- يعد أول عمل درامي تم عرضه بشكل حصري على الإنترنت من خلال شبكة iFLIX العالمية، وذلك في موسم رمضان، ليكون بذلك أول مسلسل مصري يتم عرضه على هذا الموقع.
- واكلينها والعة من إنتاج شركة شادوز للنجم أحمد حلمي وشريكه إيهاب السرجاني، المسلسل قصة وسيناريو وحوار سمر طاهر، وورشة كتابة تحت إشراف تامر عبد الحميد ومن إخراج تغريد العصفوري وماري بادير، ينتمي إلى دراما لايت كوميدي.
- يناقش المسلسل كل القضايا التي تهم المواطن المصري ويركز على الغلاء وارتفاع الأسعار واختلاف العادات والتقاليد بين الماضي والحاضر وكيف أثر ذلك على المجتمع والعائلات وذلك من خلال 3 عائلات من طبقات مجتمعية مختلفة.
- تعد هذه هي التجربة الدرامية الأولى للمخرجة تغريد العصفوري، فكانت تجاربها السابقة قاصرة على نوعية مسلسلات السيت كوم، من بينها «الباب في الباب» و«تامر وشوقية» و«لسه بدري»، كما قامت بأداء شخصية (طماطم) في المسلسل الكارتوني الشهير «بوجي وطمطم».[1][2][3][4]